# День без тебя
«День без тебя» «укр. «День без тебе»» — двадцять четвертий сингл українського гурту «ВІА Гра», другий сингл за участю Єви Бушміної.

## Відеокліп
Кліп знімався в середині вересня 2010 року. За сюжетом дівчата жертвують своєю сім'єю, щоб врятувати Сонце від пилу, який не пропускає світло на Землю. Вони летять на космічному кораблі і сумують за будинку та сім'єю.
Режисер кліпу Сергій Солодкий.
Прем'єра відео відбулася 15 жовтня 2010 року. Вперше ексклюзивна прем'єра була в Інтернеті.

## Учасники запису
- Надія Мейхер
- Альбіна Джанабаєва
- Єва Бушміна